# 下黒駒村
下黒駒村（しもくろこまむら）は山梨県東八代郡にあった村。現在の笛吹市御坂町下黒駒にあたる。

## 地理
- 河川：金川

## 歴史
- 1889年（明治22年）7月1日 - 町村制の施行により、近世以来の下黒駒村が単独で自治体を形成。
- 1892年（明治25年）4月1日 - 上黒駒村・藤野木村と合併して黒駒村が発足。同日下黒駒村廃止。

## 経済

### 産業
物産は小麦、繭。農を業とする者は115戸内養蚕を営む者は99戸、商を業とする者は16戸。また『帝国信用録 第10版（大正6年）』によると、製糸業を営む永田がいる。

## 人口
戸数115戸。人口727人。

## 地域

### 施設
- 下黒駒尋常小学校[1]
- 海潮院（曹洞宗）[1]
- 善導寺（浄土宗）[1]

## 交通

### 道路
- 御坂みち（現・国道137号）